# ジャチント・プロヴァナ
ジャチント・プロヴァナ・ディ・コッレーリョ（イタリア語: Giacinto Provana di Collegno, 1794年6月4日 - 1856年9月27日）は、イタリアのイタリア統一運動時代の政治家、軍人、愛国者、科学者である。ピエモンテ革命で主導的役割を果たしたほか、サルデーニャ王国首相ガブリオ・カザーティのもとで短期間だけ戦争大臣を務めた。ジャチント・プロヴァーナとも。

## 生涯

### 革命家・軍人として
ジャチント・プロヴァナは1794年6月4日、トリノの貴族の家に生まれた。当初は軍人を志してナポレオン・ボナパルト指揮下のフランス軍に入隊し、第六次対仏大同盟及び第七次対仏大同盟ではナポレオン側に立って戦った。ウィーン体制成立後はサルデーニャ王国軍の指揮官となった。
しかしフランス軍にいた時代より自由主義や立憲主義の影響を強く受けており、カルボナリともサントッレ・ディ・サンタローザなどを介して間接的な関係を築いていた。そのことから1821年3月6日の夜にはサントッレ・ディ・サンタローザに率いられ、グリエルモ・グリバルディ・モッファ、カルロ・ディ・サンマルツァーノとともに、王族カルロ・アルベルトに蜂起の先頭に立つよう持ち掛けている。そのため、ピエモンテ革命では首謀者の一人と認知される。
その後、ピエモンテ革命はカルロ・フェリーチェやオーストリア帝国による弾圧、カルロ・アルベルトの裏切りにあって失敗。プロヴァナは亡命を余儀なくされ、スペインを経由してイギリス・ロンドンに亡命した。そこでは進んだ地質学や鉱物学、鉱山学に触れ、またともに革命を主導したサントッレ・ディ・サンタローザとも交流を保っている。1824年にはサンタローザとももにギリシャに渡って、ギリシャ独立戦争にも参戦した。

### 政治家・科学者として
ギリシャでの活動を終えた後はフランスに定住し、地質学者としての活動を始めている。その後、1844年にはフィレンツェに移り住んで1847年から1848年初頭にかけてはトスカーナ大公国での蜂起に参加した。1848年7月には第一次イタリア独立戦争の勃発によりサルデーニャ王国に帰国し、軍人としての経歴が認められガブリオ・カザーティのもとで約二週間という短期間ながら戦争大臣に任命されている。この時期には、前線に立つジュゼッペ・ガリバルディとも親交を深めた。
こうして政治的キャリアを開始したがイギリス・フランスで培った科学への情熱は失っておらず、トリノ科学アカデミーに所属してイタリアに地質学や鉱物学を広めた。学術交流を通じてはマッシモ・ダゼーリョと出会い、友人関係を築いている。
1856年9月27日、イタリア統一を見ることなくバヴェーノで死亡した。